# Isola Cornwall
L'isola Cornwall è un'isola disabitata del territorio di Nunavut, in Canada.

## Geografia
L'isola fa parte delle isole della Regina Elisabetta, nell'arcipelago artico canadese.
A nord, lo stretto Hendriksen la separa dall'isola Amund Ringnes. Il canale di Belcher la separa invece, a sud, dall'isola di Devon. È la più grande delle sei isole presenti nella Norwegian Bay, ad ovest dell'isola di Ellesmere.
Ha una larghezza di circa 90 km per una larghezza di 30 km ed un'area complessiva di 2.358 km².
I punti più elevati dell'isola sono McLeod Head (che raggiunge 400 m di altitudine) ed il monte Nicolay (290 m), entrambi situati sulla costa settentrionale.

## Storia
Il primo avvistamento dell'isola fu effettuato da un ufficiale della marina militare britannica di nome Edward Belcher il 30 agosto del 1852, che le conferì il nome attuale in onore di Edoardo VIII, Principe di Galles e Duca di Cornovaglia (in inglese Cornwall).